# Iveco 190 Turbo
L'Iveco 190 Turbo è un autocarro polivalente di gamma pesante, fabbricato da Iveco fra il 1981 e il 1989.

## Storia
Nel 1980 la crescente domanda di potenza in Paesi dalla difficile orografia, come l'Italia, indussero Iveco, il marchio che dal 1975 aveva affiancato e poi sostituito il marchio Fiat Veicoli Industriali sulle calandre di tutti i veicoli costruiti dalla casa torinese, a equipaggiare i suoi veicoli pesanti di motori turbocompressi .
Il 190 Turbo faceva parte della grande famiglia dei veicoli pesanti Fiat-Iveco mantenendo fino al 1981 tale doppio nome in America latina (Argentina e Brasile) dove il marchio IVECO fu introdotto con sei anni di ritardo rispetto all'Europa.
Il modello fu rimpiazzato nel 1990 dalla serie Turbotech per coprire la gamma di veicoli da 18 a 44 tonnellate.

## Gamma disponibile
- motore Fiat a 6 cilindri in linea 8210.22 da 13798 cm³ di cilindrata, che sviluppa una potenza da 304 cv a 2000 giri/min con una coppia di 1324 Nm a 1200 giri/min.
- motore Fiat-Iveco V8 8280-22 da 17174 cm³ di cilindrata, che sviluppa una potenza da 381 cv a 1900 giri/min con una coppia da 1650 Nm a 1200 giri/min.

I clienti potevano scegliere fra tre differenti cambi: Fuller 12513 a 13 rapporti, ZF 16S160 a 16 rapporti o Fiat IM 8165 a 8 rapporti più convertitore idraulico.

### Caratteristiche tecniche
- PTAC : su telaio 4x2 : 18/19 t secondo il Paese, più rimorchio da 18,0/20,0 t.
- PTAC : su telaio 6x2 : terzo asse posteriore sterzante e sollevabile, 20,0/24,0 t secondo il Paese, più rimorchio da 18 o 20 t, componendo un insieme da 38 a 44 t a seconda della soluzione.
- PTRA trattore per semirimorchi : versione 190T, dalle 38 alle 44 t secondo il Paese

Contrariamente all'abitudine diffusa fino all'epoca, che vedeva diversi costruttori specializzati trasformare autotelai 4x2 in 6x2 con l'aggiunta di un asse posteriore sterzante e sollevabile, l'IVECO 220/240 presentava la novità di tale equipaggiamento di serie.

## Serie 190 Turbo
| Modello                              | Anno        | Motore       | Cilindrata cm³ | Potenza HP DIN | MTT         |
| ------------------------------------ | ----------- | ------------ | -------------- | -------------- | ----------- |
| Fiat 170/190.35N                     | 1976 - 1981 | Fiat 8280.22 | 17.174         | 352            | 18,0 - 44,0 |
| Fiat 170/190.35T - autotreno 35/44 t | 1976 - 1981 | Fiat 8280.22 | 17.174         | 352            | 18,0 - 44,0 |
| Iveco 190.33 Turbo                   | 1981 - 1985 | Fiat 8280.22 | 17.174         | 332            | 38,0/44,0   |
| Iveco 190.38 Turbo                   | 1981 - 1985 | Fiat 8280.22 | 17.174         | 381            | 38,0/44,0   |
| Iveco 190.29 Turbo Argentina         | 1994 - 1998 | Fiat 8280.22 | 13.798         | 286            | 19,0/44,0   |
| Iveco 190.33 Turbo Argentina         | 1992 - 1998 | Fiat 8280.22 | 13.798         | 334            | 19,0/44,0   |

## La serie 190 Turbo nel mondo

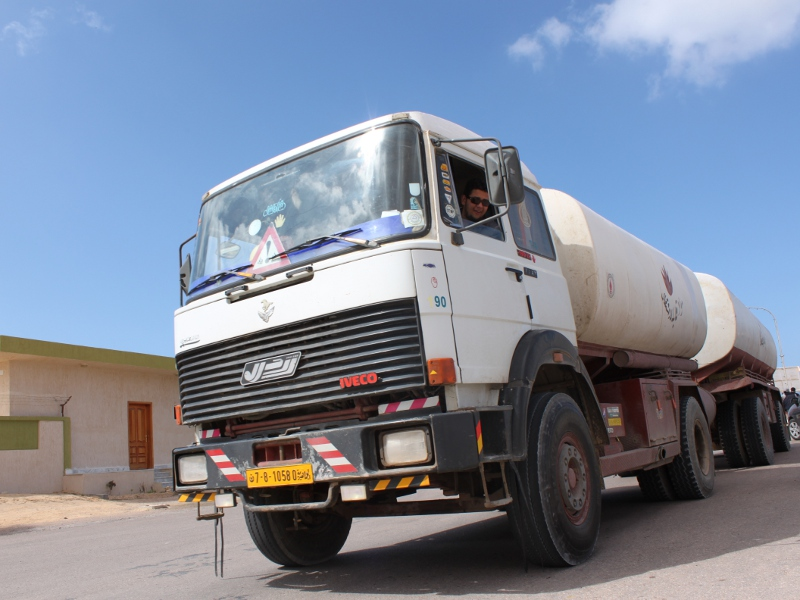
Un Iveco 190 Turbo fabbricato in Libia

Oltre all'Europa il 190 Turbo fu costruito in:

### Turchia
La filiale di Fiat-Iveco in Turchia, Otoyol, produsse l'Iveco 190.33 Turbo dal 1988 al 1993.

### Argentina
Iveco Argentina produsse 532 unità 190 Turbo sotto il nome Fiat-Iveco 190.33 dal 1992 al 1998. A partire dal 1994, una versione meno potente la Fiat-Iveco 190.29 fu lanciata. I due modelli ebbero lo stesso motore Fiat 8210.22, 6 cilindri in linea da 13.798 cm³ da 334 HP a 2.000 g/min con coppia di 1350 Nm a 1.200 giri/min, 286 HP.
I due modelli rimpiazzarono il Fiat 619 prodotto dal 1969 al 1994 con le cabine "baffo" e la "H" più la "T Range".

### Brasile
Fiat Diesel, l'antica filiale della Alfa Romeo, F.N.M., acquisita nel 1979, e producente dal 1982 il Fiat-Iveco 190.33 Turbo.

### Libia
Il costruttore libico Libyan Trucks and Bus Co., creato nel 1975 con la partecipazione Fiat al 25%, fabbricò la gamma 190 Turbo presso Tripoli.